# Sphaenognathus higginsi
Sphaenognathus higginsi is een keversoort uit de familie vliegende herten (Lucanidae). De wetenschappelijke naam van de soort is voor het eerst geldig gepubliceerd in 1876 door Parry.